# Home Nations Championship 1908
L'Home Nations Championship 1908 (in gallese Pencampwriaeth Rygbi'r Pedair Gwlad 1908) fu la 26ª edizione del torneo annuale di rugby a 15 tra le squadre nazionali di Galles, Inghilterra, Irlanda e Scozia.
Il torneo fu appannaggio del Galles, al suo sesto titolo: la vittoria giunse a punteggio pieno con la conquista della Triple Crown conquistata a Belfast a casa dell'Irlanda nell'ultima gara; dietro i gallesi, le tre avversarie a pari punteggio con una vittoria e due sconfitte ciascuna.
Il valore delle marcature, come stabilito dall’IRFB nel 1905, era: 3 punti per ciascuna meta (5 se trasformata), 3 punti per la realizzazione di ciascun calcio piazzato o mark, 4 punti per la realizzazione di ciascun drop.

## Nazionali partecipanti e sedi
| Squadra     | Città            | Impianto interno                    |
| ----------- | ---------------- | ----------------------------------- |
| Galles      | Swansea          | St. Helen's                         |
| Inghilterra | Bristol Richmond | Ashton Gate Athletic Ground         |
| Irlanda     | Belfast Dublino  | Balmoral Showgrounds Lansdowne Road |
| Scozia      | Edimburgo        | Inverleith Sports Ground            |

## Risultati
| Arbitro: | J.T. Tulloch |

|                               |      |                                   |
| Birkett (2) Lapage Williamson | mt   | R. Gabe (2) P. Bush R. Gibbs Trew |
| Wood (2) Roberts              | tr   | B. Winfield (2) P. Bush           |
|                               | c.p. | B. Winfield                       |
|                               | drop | P. Bush                           |

| Arbitro: | Billy Williams |

|                  |    |        |
| Trew J. Williams | mt | Purves |
|                  | tr | Geddes |

| Arbitro: | Tommy Schofield |

|                       |      |            |
| Hudson (2) Williamson | mt   |            |
| Wood (2)              | tr   |            |
|                       | c.p. | J.C. Parke |

| Arbitro: | Billy Williams |

|                             |      |                |
| Thrift (2) Thompson Beckett | mt   | MacLeod Martin |
| J.C. Parke Hinton           | tr   | MacLeod        |
|                             | c.p. | MacLeod        |

| Arbitro: | Jack Dallas |

|            |    |                          |
| Aston      | mt | J. Williams (2) R. Gibbs |
| J.C. Parke | tr | B. Winfield              |

| Arbitro: | Harry Corley |

|                |      |                 |
| MacLeod (2)    | mt   | Birkett Slocock |
| Geddes         | tr   | Lambert (2)     |
| Purves Schulze | drop |                 |

## Classifica
| Pos | Squadra     | G | V | N | P | PF | PS | DP  | Pt |
| --- | ----------- | - | - | - | - | -- | -- | --- | -- |
| 1   | Galles      | 3 | 3 | 0 | 0 | 45 | 28 | +17 | 6  |
| 2   | Scozia      | 3 | 1 | 0 | 2 | 32 | 32 | 0   | 2  |
| 3   | Inghilterra | 3 | 1 | 0 | 2 | 41 | 47 | −6  | 2  |
| 4   | Irlanda     | 3 | 1 | 0 | 2 | 24 | 35 | −11 | 2  |